# Ядерне горіння вуглецю
Ядерне горіння вуглецю — умовна назва ядерної реакції злиття ядер вуглецю-12 в надрах зір, з масою понад 5-6 мас Сонця. Воно починається при температурі близько 8× 108 К і густині порядку 108 кг/м3. Далі наведені основні реакції «горіння» вуглецю.
Реакції з двохчастинним кінцевим станом:
{\displaystyle \mathrm {_{6}^{12}C} +\mathrm {_{6}^{12}C} \rightarrow \mathrm {_{10}^{20}Ne} +\mathrm {_{2}^{4}He} +Q}, Q = 4,617 МеВ
{\displaystyle \mathrm {_{6}^{12}C} +\mathrm {_{6}^{12}C} \rightarrow \mathrm {_{11}^{23}Na} +\mathrm {_{1}^{1}H} +Q}, Q = 2,241 МеВ
{\displaystyle \mathrm {_{6}^{12}C} +\mathrm {_{6}^{12}C} \rightarrow \mathrm {_{12}^{23}Mg} +\mathrm {_{0}^{1}n} -Q}, Q = 2,599 МеВ
{\displaystyle \mathrm {_{12}^{23}Mg} \rightarrow \mathrm {_{11}^{23}Na} +e^{+}+\nu _{e}+Q}, Q = 8,51 МеВ
{\displaystyle \mathrm {_{6}^{12}C} +\mathrm {_{6}^{12}C} \rightarrow \mathrm {_{12}^{24}Mg} +\gamma +Q}, Q = 13,933 МеВ
Реакції з трьохчастинним кінцевим станом:
{\displaystyle \mathrm {_{6}^{12}C} +\mathrm {_{6}^{12}C} \rightarrow \mathrm {_{8}^{16}O} +2\,\mathrm {_{2}^{4}He} -Q}, Q = 0,113 МеВ
Утворені в цих реакціях нукліди часто захоплюють вивільнені протони, нейтрони та альфа-частинки. При цьому утворюється алюміній, кремній та деякі інші сусідні нукліди:
{\displaystyle \mathrm {_{12}^{24}Mg} +\mathrm {_{1}^{1}H} \rightarrow \mathrm {_{13}^{25}Al} +\gamma }